# 대한민국-벨기에 관계
대한민국과 벨기에는 외교적으로는 1901년에 처음 조우하였으며, 당시 대한제국과 벨기에 왕국 간 수교가 이뤄졌다. 일제강점기 시절에는 대한제국이 일본제국에 의해 외교권이 박탈당하며 관계가 단절되었다. 광복 이후 1949년에 벨기에는 대한민국을 한반도 내 유일한 합법정부로 인정하였다. 한국전쟁에 발생하고 벨기에는 유엔군사령부 산하에 벨기에-룩셈부르크 대대에 벨기에 육군 병력을 파병하기도 하였다. 2022년에는 주북대서양 조약 기구 한국대표부가 설치되었으며, 주벨기에 대사관에서 겸임 업무를 시작하였다.

## 같이 보기
- 6.25 전쟁
- 북대서양 조약 기구
- 벨기에-룩셈부르크 대대